# Suïssa Italiana

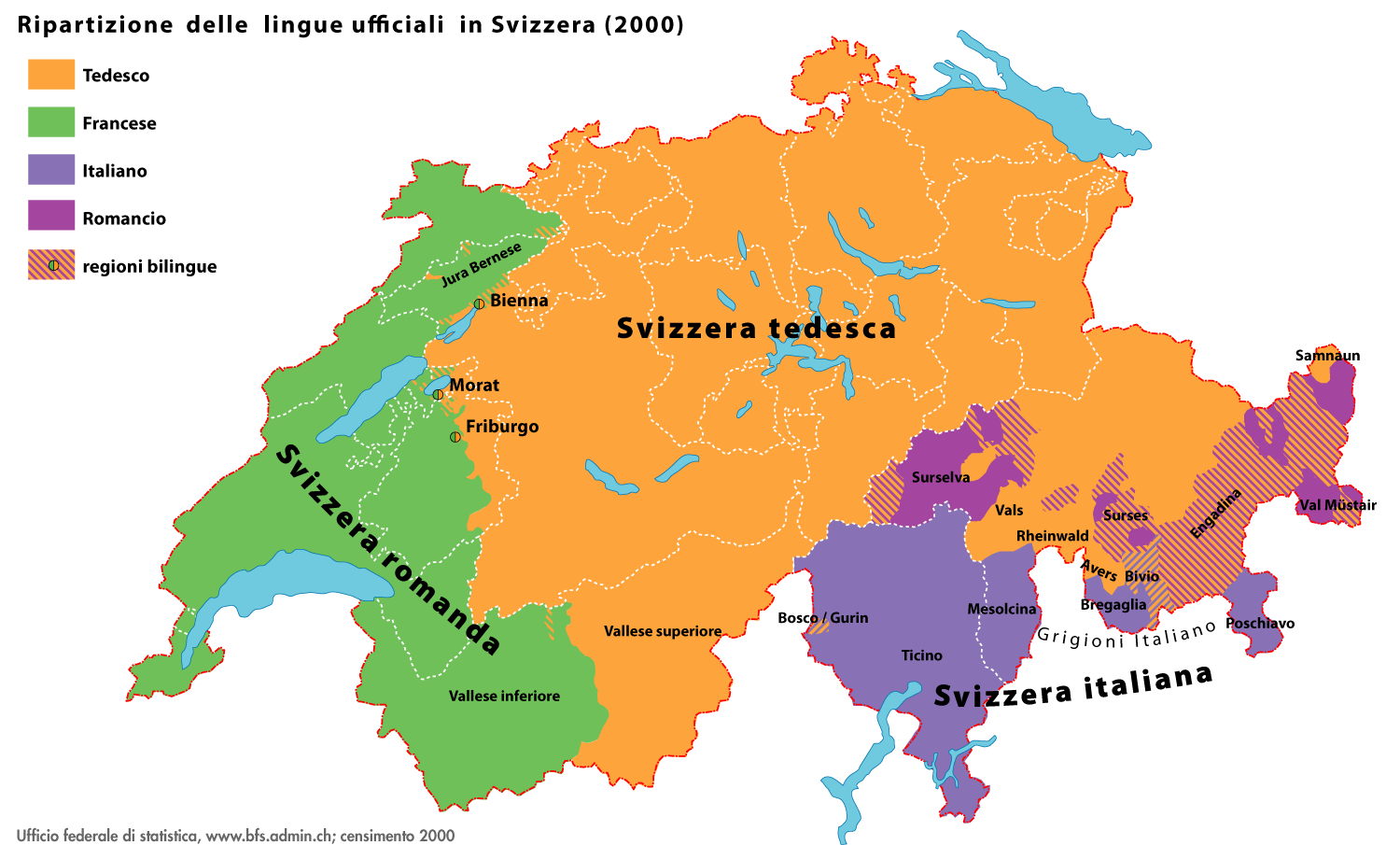
Distribució dels idiomes oficials a Suïssa, en violeta la zona de parla italiana. (any 2000)

La Suïssa Italiana (en italià: Svizzera Italiana, en alemany: Italienische Schweiz, en francès: Suisse italienne, en romanx: Svizra Italiana), és el conjunt de zones de Suïssa en què s'utilitza usualment la llengua italiana per a comunicar-se, comprèn:
- el cantó de Ticino, que constitueix l'únic cantó suís en el qual l'italià és l'única llengua oficial.
- el cantó dels Grisons, en el qual l'italià és una de les tres llengües oficials juntament amb l'alemany i el romanx.
  - l'italià és també una de les tres llengües oficials de la comuna de Bivio, als Grisons, l'única comuna suïssa situada a la part nord dels Alps on l'italià és l'idioma oficial.

En total, l'extensió de la Suïssa Italiana és d'aproximadament 3.500 km², amb cap a l'any 2000 una població propera als 400.000 habitants.